# Tamburello

Le virage jusqu'en 1994

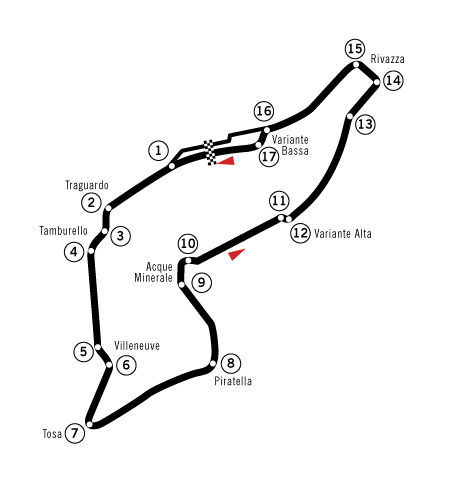
Forme actuelle du virage

Le Tamburello est un virage situé sur le circuit Enzo e Dino Ferrari d'Imola.

## Description
Il s'agit du premier virage du circuit après la ligne de départ. Cette courbe très rapide est célèbre car c'est à cet endroit qu'Ayrton Senna, lors du Grand Prix de Saint-Marin, le 1er mai 1994, est sorti de la piste et s'est écrasé contre un mur en béton, ce qui a provoqué sa mort quelques heures plus tard.
Avant l'accident, le Tamburello était une courbe à gauche que les pilotes passaient à fond. Après le décès de Senna, elle a été modifiée et est devenue une chicane beaucoup plus lente de trois virages successifs (gauche, droite et gauche). Son tracé est tel qu'il est désormais impossible pour les pilotes de tenter une manœuvre de dépassement à cet endroit. Un changement de parcours vers l'extérieur ou l'installation d'une zone de sécurité suffisamment grande n'étant pas possible à cause du passage du fleuve Santerno.
En 1989, Gerhard Berger avait également eu un accident sur ce virage ainsi que Nelson Piquet en 1987 lors des séances d'essais.   